# Eduardo Bastos
Eduardo Bastos (Itabuna, Brasil, 21 de julio de 1988) es un futbolista brasileño. Juega de Centrocampista y su equipo actual es el Universitario de Sucre de la Liga de Fútbol Profesional Boliviano.

## Clubes
| Club                           | País    | Año             |
| ------------------------------ | ------- | --------------- |
| Colo-Colo de Futebol e Regatas | Brasil  | 2009            |
| Vitória                        | Brasil  | 2010 - 2012     |
| Universitario de Sucre         | Bolivia | 2012 - presente |